# 褶皮黧豆
褶皮黧豆（学名：Mucuna lamellata）为豆科黎豆属下的一个种。

## 扩展阅读
- 維基物種上的相關：褶皮黧豆